# Black Bird (minissérie)
Black Bird é uma minissérie americana de drama criminal, baseado no romance autobiográfico de 2010 In with the Devil: a Fallen Hero, a Serial Killer, and a Dangerous Bargain for Redemption de James Keene com Hillel Levin e produzido pela Apple TV+. A série é desenvolvida por Dennis Lehane.  É estrelado por Taron Egerton, Paul Walter Hauser e Ray Liotta. A série estreou em 8 de julho de 2022 e terminou em 5 de agosto de 2022,  e recebeu aclamação da crítica com elogios para seu elenco, principalmente para Taron Egerton e Paul Walter Hauser.

## Sinopse
Black Bird conta a história de Jimmy Keene, filho de um policial e um astro do time de futebol americano da escola. Depois de ser condenado a dez anos de prisão, ele ganha uma oportunidade de se redimir. Jimmy deve escolher entre cumprir sua sentença sem chances de redução ou ir para uma prisão de segurança máxima e se aproximar de Larry Hall, um suspeito de assassinatos em série.

## Elenco

### Principal
- Taron Egerton como James "Jimmy" Keene Jr
- Paul Walter Hauser como Lawrence "Larry" Hall
- Ray Liotta como James "Big Jim" Keene
- Greg Kinnear como Brian Miller
- Sepideh Moafi como Lauren McCauley

### Recorrente
- Robert Wisdom como Edmund Beaumont
- Robyn Malcolm como Sammy Keene
- Jake McLaughlin como Gary Hall
- Cullen Moss como Russ Aborn
- Tony Amendola como Vincent Gigante
- Joe Williamson como Carter
- Melanie Nicholls-King como Dr. Amelia Hackett

## Recepção
A minissérie recebeu uma ótima recepção dos criticos. O site Rotten Tomatoes deu para a série um índice de 97% de aprovação dos críticos, baseado em 78 avaliações. O consenso crítico do site disse: "A propensão de Dennis Lehane para a coragem autêntica está em plena exibição em Blackbird, um drama prisional absorvente que se distingue por sua complexidade moral e elevado por um elenco excepcional". O Metacritic, que usa uma média ponderada, atribuiu uma pontuação de 80/100, com base em comentários de 29 críticos.

## Produção

### Desenvolvimento
Foi anunciada que a Apple TV+ havia encomendado uma nova minissérie de drama em janeiro de 2021, com Taron Egerton e Paul Walter Hauser escalados para estrelar. Ray Liotta foi anunciado ao elenco em março, com Greg Kinnear e Sepideh Moafi entrando no mês seguinte.

#### Filmagem
A produção da série começou em Nova Orleans em abril de 2021. E terminou em setembro de 2021. 